# YouTube Creator Awards

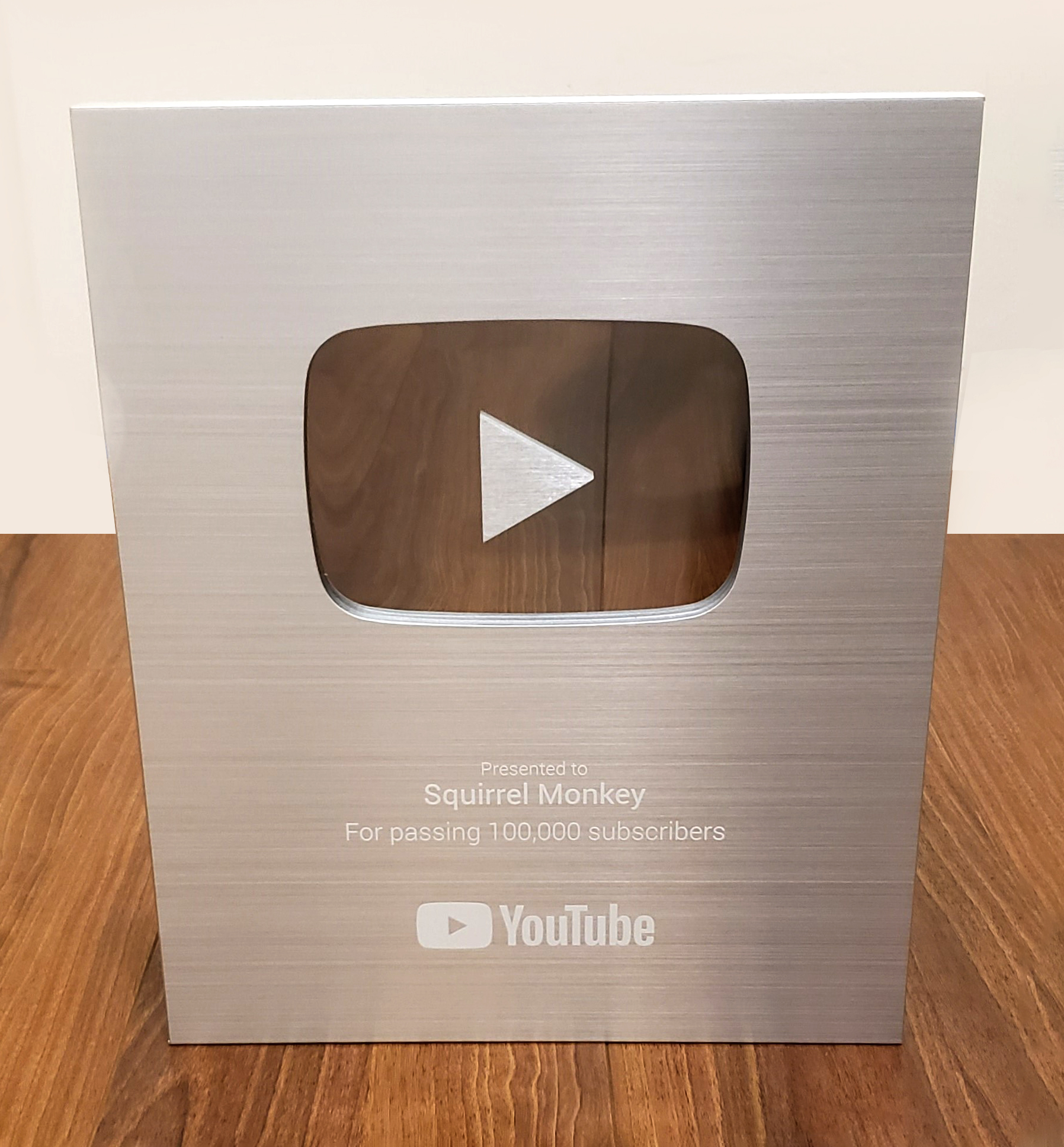
Silberner Play button Youtube Creator Award

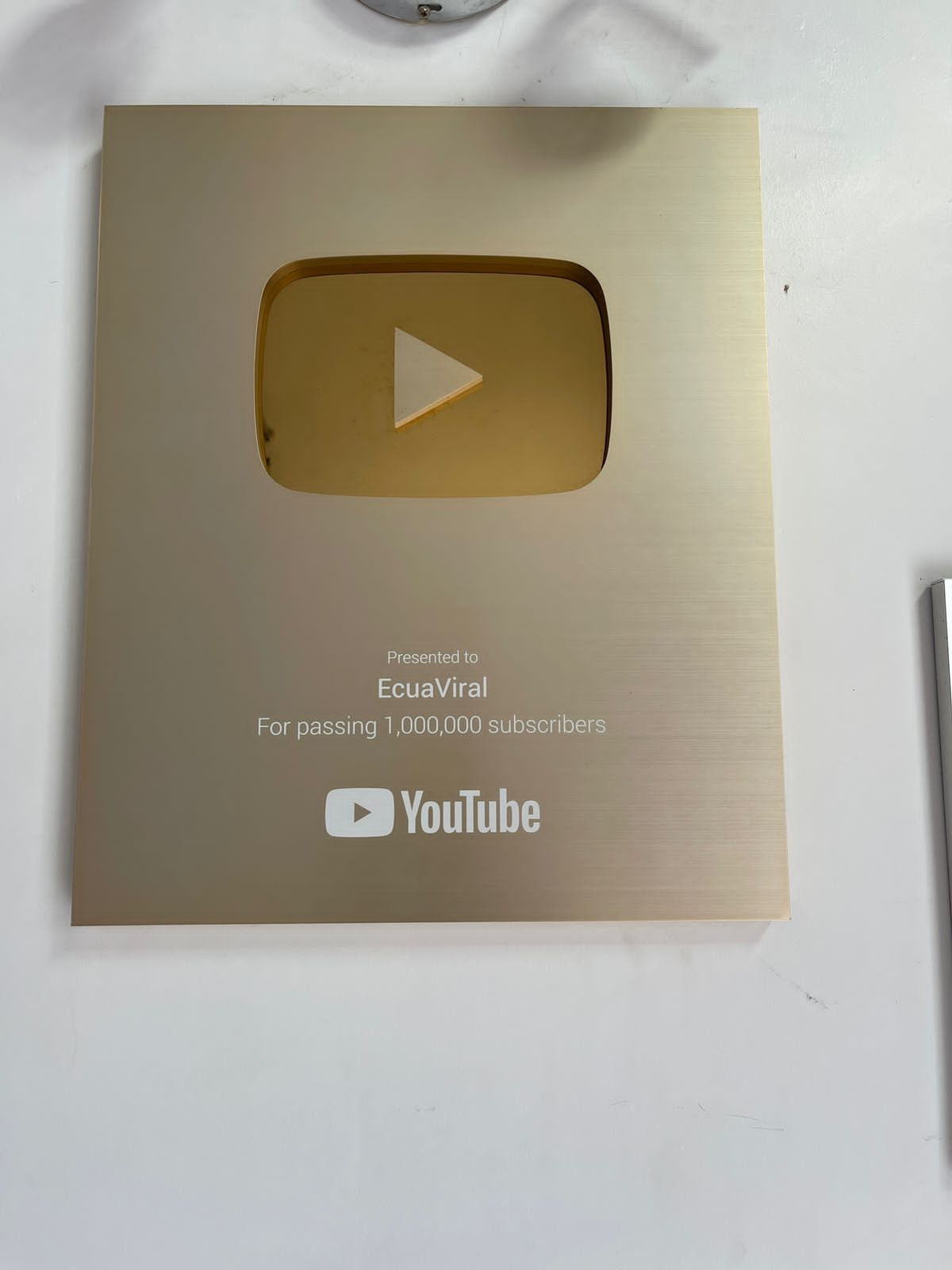
Goldener Play button YouTube Creator Award

Die YouTube Creator Awards, im deutschen Sprachraum vor allem bekannt als YouTube Play Buttons, sind Preise von YouTube, mit denen die beliebtesten Kanäle ausgezeichnet werden sollen. Sie basieren auf der Anzahl der Abonnenten eines Kanals, werden aber nach dem alleinigen Ermessen von YouTube vergeben.

## Auszeichnung
2012 wurde erstmals eine Auszeichnung von YouTube vergeben. Das Unternehmen unterscheidet mittlerweile zwischen den folgenden sieben Award-Kategorien (Stand Juli 2025):
- Silver – 100.000 Abonnenten[1]
- Gold – 1.000.000 Abonnenten
- Diamond – 10.000.000 Abonnenten
- Red Diamond – 100.000.000 Abonnenten
- Orange Diamond – 200.000.000 Abonnenten
- Green Diamond – 300.000.000 Abonnenten
- Blue Diamond – 400.000.000 Abonnenten